# Grzegorz Tobiszowski

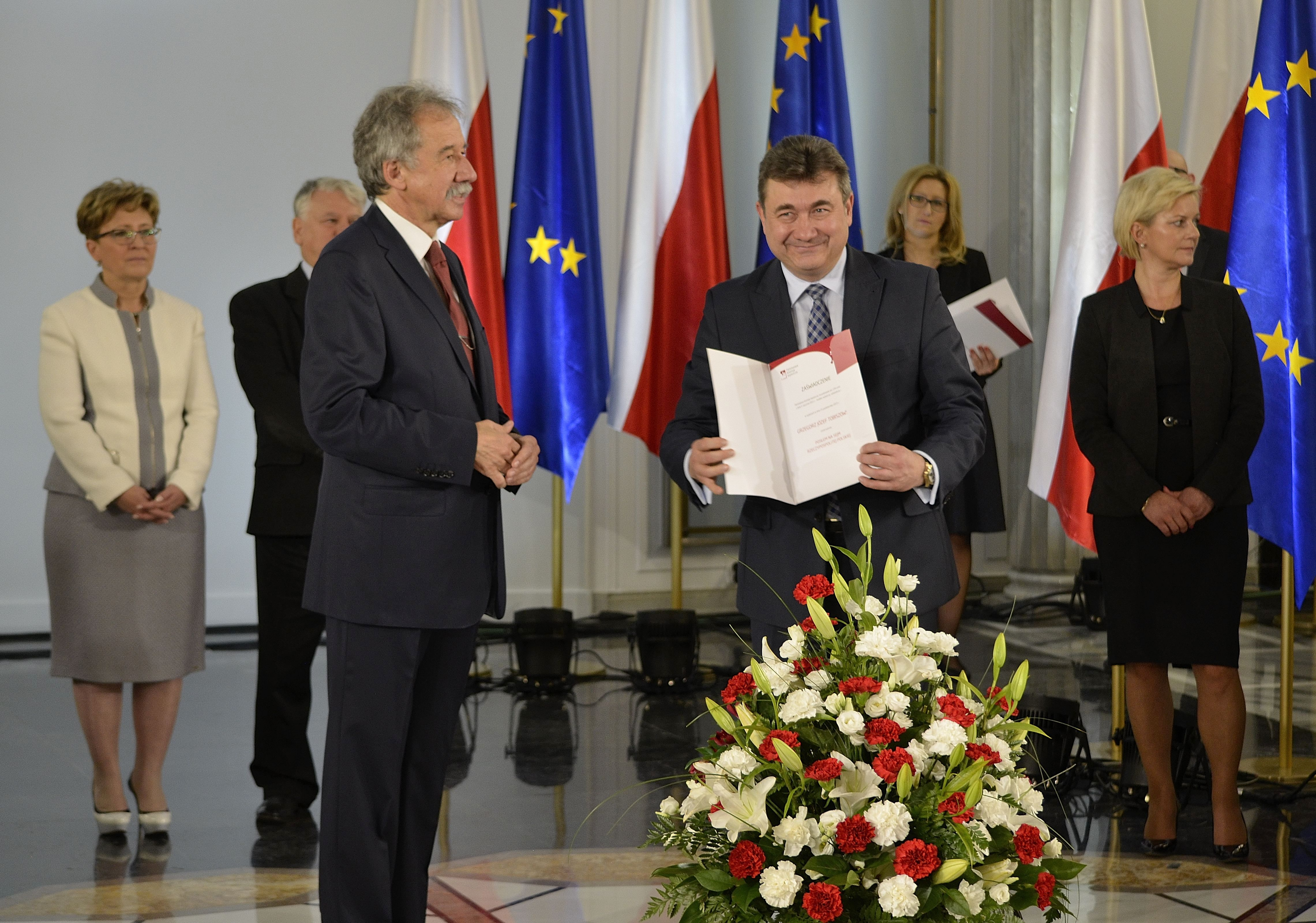
Grzegorz Tobiszowski odbierający z rąk przewodniczącego Państwowej Komisji Wyborczej Wojciecha Hermelińskiego zaświadczenie o wyborze na posła VIII kadencji Sejmu (2015)

Grzegorz Józef Tobiszowski (ur. 1 listopada 1965 w Rudzie Śląskiej) – polski polityk i samorządowiec. Poseł na Sejm V, VI, VII i VIII kadencji, w latach 2015–2019 sekretarz stanu w Ministerstwie Energii, poseł do Parlamentu Europejskiego IX kadencji.

## Życiorys
W 1993 uzyskał magisterium z socjologii na Katolickim Uniwersytecie Lubelskim.
W latach 1994–2002 zasiadał w radzie miejskiej Rudy Śląskiej (w 1998 został wybrany z listy Akcji Wyborczej Solidarność). W okresie 1994–1998 był także delegatem do sejmiku województwa. Pracował w Banku Śląskim jako inspektor w wydziale kredytów. Od 1995 do 2000 był wiceprezydentem Rudy Śląskiej, następnie przez rok pełnomocnikiem prezydenta Świętochłowic. W 1995 został członkiem Związku Górnośląskiego. W 2001 objął stanowisko prezesa Górnośląskiej Agencji Rozwoju Regionalnego w Katowicach.
W wyborach parlamentarnych w 2005 z listy Prawa i Sprawiedliwości został wybrany na posła V kadencji w okręgu katowickim. W wyborach parlamentarnych w 2007 po raz drugi uzyskał mandat poselski, otrzymując 13 984 głosy. W wyborach w 2011 z powodzeniem ubiegał się o reelekcję, dostał 13 268 głosów. W wyborach parlamentarnych w 2015 ponownie uzyskał mandat poselski, otrzymując 36 422 głosy.
1 grudnia 2015 został sekretarzem stanu w Ministerstwie Energii, a 23 marca 2016 pełnomocnikiem rządu ds. restrukturyzacji górnictwa węgla kamiennego.
W wyborach do Parlamentu Europejskiego w 2019 kandydował z listy komitetu wyborczego Prawo i Sprawiedliwość w okręgu wyborczym nr 11 (Katowice) i uzyskał mandat poselski. 4 czerwca 2019 premier odwołał go ze stanowisk rządowych.
W 2024 nie został umieszczony na listach PiS w kolejnych wyborach europejskich. W maju 2024 prezes partii Jarosław Kaczyński podjął decyzję o jego zawieszeniu w prawach członka partii i wystąpił z wnioskiem o jego wykluczenie; doszło do tego po podaniu przez media, że polityk miał się znęcać się nad swoją partnerką życiową.

## Życie prywatne
Rozwiedziony z prawniczką i polityk Dorotą Tobiszowską.

## Odznaczenia
- Odznaka Honorowa Zasłużonego dla Bezpieczeństwa w Górnictwie (2018)[9]